# Сан-Антонио (Толедо)
Сан-Антонио (англ. San Antonio) — деревня в Белизе, в округе Толедо. Крупнейшее поселение майя в Белизе с населением около 1 000 человек, преимущественно из народа мопан. Около 88 % жителей — католики, 8 % принадлежат к другим христианским конфессиям, а 4 % — вне конфессий. Наряду с 29 другими миссионерскими приходами в округе Толедо, его пасторы — иезуиты из церкви Святого Петра Клавера в Пунта-Горде.

## История
Деревня была основана в 1883 году майя, спасавшимися от преследований в Гватемале. Это была часть более крупной миграции, в которую также входили кекчи из Альта-Верапаса, поселившиеся южнее, в районах Крике-Сарко, Долорес, а затем Сарстун, Темаш и Мохо-Ривер. Экономическое развитие пришло в Сан-Антонио в начале 1950-х годов с основанием кредитного союза и кооператива, которые позволили жителям деревни продавать свою собственную продукцию. В Сан-Антонио есть несколько достопримечательностей, в том числе водопад Сан-Антонио, каменная церковь, построенная в 1950 году, и гостевые дома для туристов.